# عمر البطش
عمر إبراهيم البطش (1885 - 1950 م) ملحن سوري ولد في حي الكلاسة في مدينة حلب، لأسرة حلبية صوفية شاذلية مهتمة بالفن، وكان والده كلاساً وخاله فناناً وبناءً. وكانت حلب عندها عاصمة ولاية عثمانية تشمل عنتاب وتمتد حتى مرعش، فتعلم القراءة والكتابة في الكتاتيب ثم عمل مع أبيه وخاله في البناء.

## نشأته وسيرته
ولد عمر البطش سنة 1885م، في مدينة حلب وتحديدا في حي الكلاسة، لأسرة حلبية صوفية شاذلية مهتمة بالفن، وكان والده كلاساً وخاله فناناً وبناءً. وكانت حلب عندها عاصمة ولاية عثمانية تشمل عينتاب وتمتد حتى مرعش، فتعلم القراءة والكتابة في الكتاتيب ومن ثم عمل مع أبيه وخاله في البناء. وكان يتردد مع خاله وأبيه إلى حلقات الذكر والزوايا الصوفية حيث عُرف بصوته الجميل فكان ينشد في حلقات الأذكار وزوايا حلب لقاء تعويض قليل يتقاضاه من مشايخ الطرق.
في عام 1905 التحق بالجندية الإلزامية وعمل ضابطَ إيقاع فيها، وكان يعزف على آلة البكلة وتعلم (النوطة) الموسيقية. و في عام 1910 التحق بفرقة الشيخ علي درويش الموسيقية الذي اصطحبه إلى المحمرة بإقليم الأحواز العراقي (ضمن إيران حاليًّا)، حيث حضَرا الفرقة بدعوةٍ من الشيخ خزعل. وأسهم في تأسيس فرقة الشيخ خزعل وتعليمها، وبقيَ هنالك مدَّة سنتين.
عاد عمر البطش إلى حلب واعتزل الفنَّ مدَّة قليلة، إلى أن التقى الموسيقار المصري محمد عبد الوهاب في حلب، وكان هذا اللقاء هو ما حفزه إلى العودة للعمل في الفن، ولكن هذه المرة لتوثيق التراث وتدريسه وتطويره. وصار يدرِّس فن الموشَّحات ورقص السَّماح للهُواة حتى تلقَّى دعوةً من معهد الموسيقا الشرقية الذي أسِّس عام 1943 في دمشق. فرحل إلى دمشق وبدأ التدريس.
كان عمر من أصدقاء أحد رجالات الاستقلال فخري البارودي، وقد دعم البارودي عمر البطش، فشجَّعَه وفتح له مكتبته الموسيقية الكبيرة.

## مؤلفاته ومآثره
ألف عمر البطش ولحَّن زُهاءَ ثلاثين ومئة موشَّحة، ومن موشَّحاته الشهيرة: يمر عجبًا، وهي من كلمات فخري البارودي. وموشح حير الأفكار. ولحَّن عدَّة أدوار. وتتلمذ على يديه بعض من صاروا أعلامًا في الموسيقا، من مثل: عبد القادر الحجَّار، وبهجت حسان، وزهير منيني، وعدنان منيني. والفنانين المنشد فؤاد خانطوماني، والمطرب صباح فخري، ومحمد خيري، وصبري مدلَّل.
ويُعَد عمر البطش أولَ من نقل فنَّ رقصة السماح من حلب إلى دمشق، ومنها إلى أرجاء العالم، حين علَّمه للفتيات (وكان من قبلُ مقصورًا على الفتيان) وطوَّره وأضاف عليه حركات جديدة.

## وفاته
توفي عمر البطش في الأول من ديسمبر من عام 1950م، عن عمر ناهز 65 عامًا، ودُفن في مسقط رأسه مدينة حلب.